# 首里ジョー
首里ジョー（しゅりジョー、1992年8月2日 - ）は、日本の覆面レスラー。

## 経歴
- 2013年9月27日、琉球ドラゴンプロレスリングネーブルカデナアリーナ大会の対グルクンマスク戦でデビュー。
- 2019年1月22日、道路交通法違反（酒酔い運転及び無免許）で逮捕された。2月、懲役1年2ヶ月、執行猶予3年の有罪判決が下された。この判決を受けて琉球ドラゴンは無期限試合出場停止、合宿所から退去処分を下した。
- 2020年7月19日、リングで挨拶して復帰することを発表。
- 8月2日、復帰戦が行われた。

## 得意技
石岩頭
ダイビングヘッドバットと同型。
首里天閣
守礼門固め
抱え込み式逆エビ固めと同型。
ファルコンアロー
スピアー

## タイトル歴
- 御万人王座「琉王」
- 御万人王座「双琉王」

## 入場曲
- 便所サンダルダンス（マキシマム ザ ホルモン）